# 대우 로얄즈 1983 시즌
대우 로얄즈 1983 시즌은 K리그에서 프로 축구단 대우 로얄즈의 1983년 시즌을 일컫는다. 장운수 감독이 정식으로 부임하여 맞이한 1번째 시즌이며 1983년 1월 10일부터 프랑스 아프리카에서 전지훈련을 하여  국내축구팀 처음으로 해외에서  동계전지훈련을 실시하기도 했다.

## 선수단
- GK : 정성교, 김풍주
- DF : 이재희, 김태수, 김희태
- MF : 현기호, 유종완, 강영철, 이천흥
- FW : 이춘석, 박종원, 민병욱

## 통계
| 부문     | 선수   | 기록 |
| -------- | ------ | ---- |
| 경기(G)  | 이춘석 | 16   |
| 득점     | 이춘석 | 8    |
| 도움     | 현기호 | 3    |
| 슈팅(SV) | 이춘석 | 32   |

## 결과
- 2위 (6승 7무 3패, 승점 19)

1. ↑  “대우축구 해외전훈... 실업팀으로선 처음”. 중앙일보. 1982년 12월 25일. 2023년 2월 23일에 확인함.